# 480 (číslo)
Čtyři sta osmdesát je přirozené číslo. Následuje po číslu čtyři sta sedmdesát devět a předchází číslu čtyři sta osmdesát jedna. Římskými číslicemi se zapisuje CDLXXX a řeckými číslicemi υπ.

## Matematika
480 je:
- Abundantní číslo
- Složené číslo
- Nešťastné číslo

## Astronomie
- (480) Hansa je planetka hlavního pásu, kterou objevili v roce 1901 Max Wolf a Luigi Carnera

## Roky
- 480
- 480 př. n. l.